# Мари Поплен
Мари Поплен (на френски: Marie Popelin) е белгийска юристка и феминистка.

## Биография
Мари Поплен е родена на 16 декември 1846 година в Схарбек в семейство от средната класа. От 1870 година е учителка в Брюксел, а през 1875 година основава със сестра си девическо училище в Монс. През 1882 година става директор на основното училище в Лакен, но година по-късно е уволнена.
Вече 37-годишна Поплен започва да учи право в Брюкселския свободен университет и през 1888 година става първата белгийка с юридическа диплома. През следващите години става известна с продължителните съдебни дела, които води срещу отказа да бъде приета за член на адвокатската колегия. Макар че губи делото във Върховния съд, случаят и предизвиква силен отзвук в печата в Белгия и извън страната.
През 1892 година Мари Поплен основава Белгийската лига за правата на жените, но стремежът ѝ да остави организацията независима от водещите политически партии ограничава нейното влияние. Въпреки това тя играе важна роля в белгийското феминистко движение до своята смърт.
Мари Поплен умира на 5 юни 1913 година в Брюксел.